# Marcel van Ackeren
Marcel van Ackeren (* 8. Juli 1971 in Emmerich) ist ein deutscher Philosoph und Philosophiehistoriker.

## Leben und Wirken
Marcel van Ackeren studierte Sozialwissenschaften und Philosophie an den Universitäten Duisburg-Essen und Glasgow und schloss 1996 mit einem Diplom in Sozialwissenschaften ab. Von 1996 bis 1998 forschte er am Keble College der University of Oxford unter anderem bei Bernard Williams und Michael Frede. 2001 wurde er an der Universität Bochum mit einer Arbeit über Platon promoviert. Ab 2002 war er wissenschaftlicher Mitarbeiter an der Universität Bonn und hatte Forschungsaufenthalte an den Universitäten Cambridge (2003, 2007 und 2017 am Trinity College) und Bern (2003–2004). Von 2007 bis 2014 war er wissenschaftlicher Mitarbeiter am Philosophischen Seminar der Universität zu Köln. Dort habilitierte er sich 2010 mit einer Arbeit über die Philosophie von Marc Aurel.
Er hatte Gastprofessuren und Vertretungsprofessuren an mehreren Universitäten, so in Mailand, Hannover, Köln, Würzburg, Münster, Osnabrück und Freiburg.
Er war Fellow mehrerer Einrichtungen wie des Wissenschaftskollegs Greifswald, des Centre for Advanced Study in Bioethics der Universität Münster, des Mansfield Colleges und des Jesus Colleges der Universität Oxford und der Gerda Henkel Stiftung am Uehiro Centre for Practical Ethics der Universität Oxford.
Marcel van Ackeren ist Privatdozent am Philosophischen Seminar der Universität zu Köln  und Associate Member der Faculty of Philosophy an der Universität in Oxford. Seine Arbeitsschwerpunkte sind die antike praktische Philosophie, die politische Philosophie, die Metaphilosophie, die Metaethik und die Methodologie der Philosophie.

## Schriften
Monographien:
- Das Wissen vom Guten. Bedeutung und Kontinuität des Tugendwissens in den Dialogen Platons. Dissertation. Universität Bochum, 2001. Grüner, Amsterdam 2003, ISBN 90-6032-368-8
- Heraklit. Vielfalt und Einheit seiner Philosophie. Lang, Bern 2006, ISBN 978-3-03910-815-2.
- Die Philosophie Marc Aurels. 2 Bände. De Gruyter, Berlin 2011, ISBN 978-3-11-025542-3 (überarbeitet Fassung der Habilitationsschrift an der Universität Köln, 2010).

Band 1: Textform – Stilmerkmale – Selbstdialog. DNB 1012312577.
Band 2: Themen – Begriffe – Argumente. DNB 1017427585.
Herausgeberschaft:
- Platon verstehen. Themen und Perspektiven. Aufsatzsammlung. WBG, Darmstadt 2004, ISBN 978-3-534-17442-3. Neuauflage 2011.
- mit Orrin Finn Summerell: The political identity of the West. Platonism in the dialogue of cultures. Konferenzschrift. Lang, Frankfurt am Main u. a. 2006, ISBN 978-3-631-55545-3.
- mit Jörn Müller: Antike Philosophie verstehen/Understanding ancient philosophy. Aufsatzsammlung. WBG, Darmstadt 2006, ISBN 978-3-534-18815-4
- mit Theo Kobusch, Jörn Müller: Warum noch Philosophie? Historische, systematische und gesellschaftliche Positionen. Aufsatzsammlung. De Gruyter, Berlin 2011, ISBN 978-3-11-022375-0.
- mit Jan Opsomer: Selbstbetrachtungen und Selbstdarstellungen. Der Philosoph und Kaiser Marc Aurel im interdisziplinären Licht. Konferenzschrift. Reichert, Wiesbaden 2012, ISBN 978-3-89500-929-7.
- A Companion to Marcus Aurelius. Wiley, New York 2012, ISBN 978-1-4051-9285-9.
- mit Lena Robaszkiewicz (Mitarb.): Texte zur politischen Philosophie. Quellen. Reclam, Stuttgart 2014, ISBN 978-3-15-019267-2.
- mit Michael Kühler: The Limits of Moral Obligation. Moral demandingness and ought implies can. Routledge, New York/London 2016, ISBN 978-1-138-82423-2.
- mit Lee Klein: Philosophy and the historical perspective. Oxford University Press, Oxford 2018, ISBN 978-0-19-726629-8.
- mit Sophie-Grace Chappell: Ethics beyond the Limits. New Essays on Bernard Williams’ Ethics and the Limits of Philosophy. Routledge, London/New York 2019, ISBN 978-1-138-48164-0.